# ブライダルシャワー

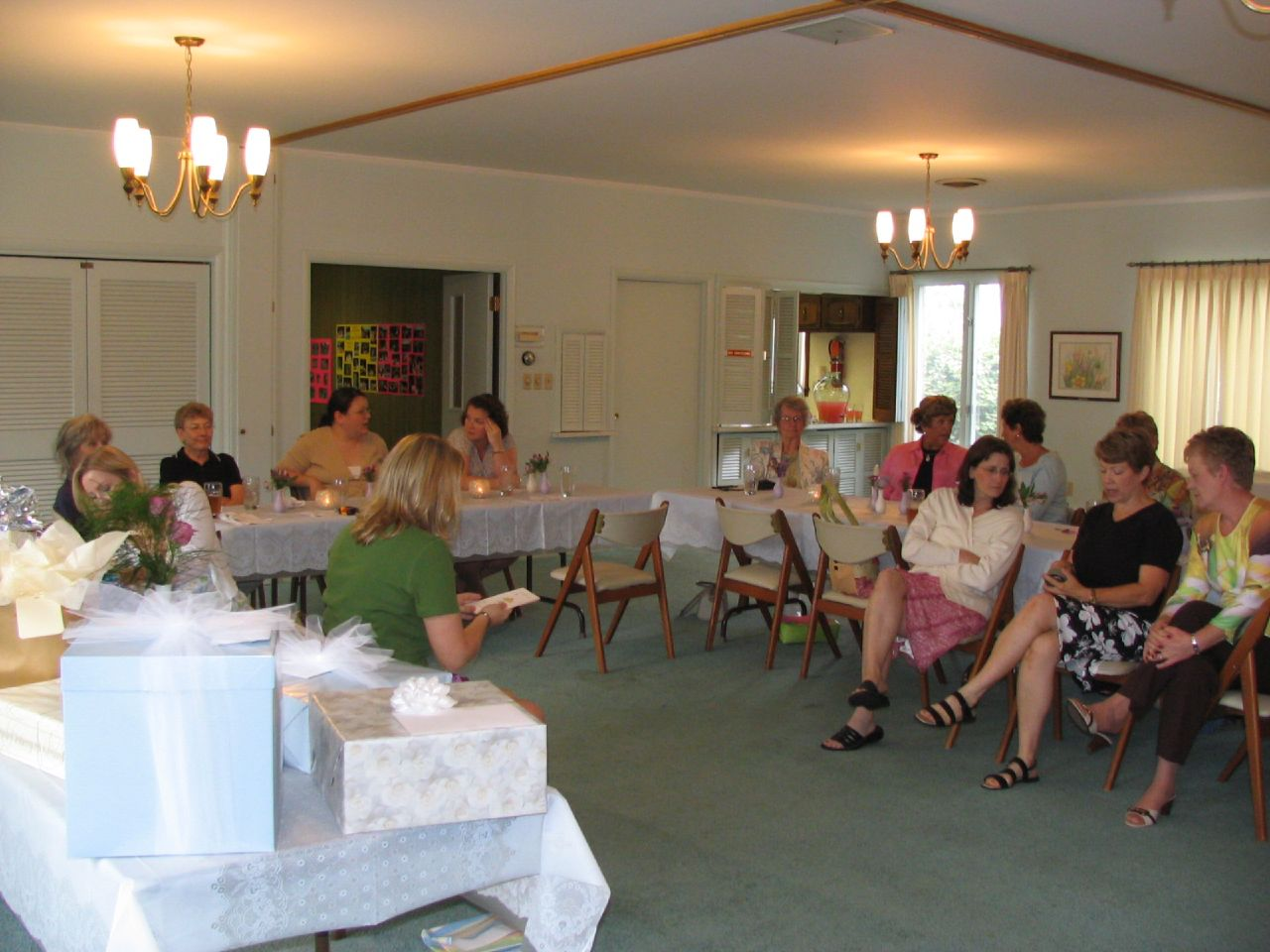
ブライダルシャワーは伝統的に未来の妻に贈り物をすることを伴う

ブライダルシャワー（英語: bridal shower）とは、結婚が間近な女性をその友人・親類等が祝う、アメリカ合衆国などで行われる行事である。ウェディングシャワー（wedding shower）ともよばれる。

## 概要
結婚式を行う4 - 6週間ほど前の時期に行う。参加者が女性のみのもあるが、男性が参加するものもある。参加者は、贈り物として、新婚生活に必要な道具などを持ち寄る。